# Voyagiste low-cost
Un voyagiste low-cost est un organisateur de voyages visant à profiter de coûts plus bas permis par la vente de voyages sur Minitel puis par Internet, par un réseau de réservation informatique à international. Il propose au public des voyages organisés à bas coûts ou des invendus de dernière minute à prix cassés dans le voyage et les loisirs. Les voyagistes low-cost sont ainsi parfois appelés aussi « agences de voyage de dernière minute ».
Ne souhaitant pas être synonyme de mauvaise qualité, même si le service offert se veut parfois inférieur à un voyage dit « classique », ils visent un rapport qualité/prix compétitif. Il peut recourir à une compagnie aérienne à bas prix comme la compagnie aérienne britannique EasyJet et combiner ses services à ceux d'un hôtel, souvent sur le modèle du « tout inclus ».
L'apparition des aspirations relatives au tourisme durable ou responsable a fait que le critère de prix n'est cependant plus le seul regardé par les candidats au voyage, le modèle économique de l'e-tourisme étant remis en cause en raison du manque de transparence dans le domaine social et environnemental.

## Positionnement en France
Un voyagiste low-cost ne répond pas à des critères précis et leur nombre évolue régulièrement dans chaque pays et peut inclure des voyagistes qui jusque là n'opéraient pas sur ce segment de marché[source secondaire souhaitée]. En 2016 étaient considérés comme des voyagiste low-cost,  au même titre que Lastminute.com cinq autres voyagistes ou sites internet, Partirpascher.com, Marmara.com, ecotour.com, Opodo.com et L’tur.com, le voyagiste allemand fondé en 1987 par Karlheinz Kögel. Le secteur est soumis à des pressions de compétitivité via des classements tentant, régulièrement, de répertorier les meilleurs agences de voyages en ligne.

## Technologies informatiques et télématiques
L’histoire  des "voyagiste low-cost" est liée à celle des progrès technologies utilisées pour le transport ferroviaire et aérien de passagers, mais aussi pour l'hôtellerie et les autres prestations de tourisme basée sur le système de réservation informatique appelés aussi "Global Distribution System" (GDS)[réf. nécessaire] dont les quatre plus importants opérateurs étaient le franco-espagnol Amadeus, ainsi que les Américains groupe Sabre, Galileo, et WorldSpan.

## Histoire
Dans les années 1980, la marque Dégriftour est à son tour déposée, par Francis Reversé, qui commence par vendre sur catalogue des croisières.
En 1991, Dégriftour ouvre un service télématique pour diffuser des forfaits et des vols dégriffés, ce qui fait de sa marque la pionnière de la vente par minitel de voyages dégriffés en France. L'idée est alors de "vendre par Minitel les invendus des fabricants de voyages après la guerre du Golfe, pour sauver son agence". Francis Reversé détient alors aussi "Réductour", une marque organisant "circuits et séjours à bas prix".
Un site internet est ouvert en 1996 et dès juillet 1999, le chiffre d'affaires de la marque Dégriftour sur internet dépasse celui du Minitel mais en 2000, l'entreprise est vendue à l'anglais lastminute.com, fondé par les trentenaires Martha Lane Fox et Brent Hoberman en 1998. 
Parallèlement, encouragé par un de ses professeurs à Harvard, Alain de Mendonça lance en mai 2001 le projet Karavel avec Folco Aloisi et ils convainquent Christian Blanc, l'ex-PDG de Air France de les parrainer mais les attentats du 11 septembre 2001 portent un coup à la croissance. Rapidement, Alain de Mendonça saisit cependant l’occasion de racheter Promovacances, placé en dépôt de bilan, également fondateur du site seloger.com.

## Responsabilités
Le modèle du voyagiste low cost est critiqué par les aspirations à un tourisme durable mais les opérateurs low cost se veulent à l'écoute du public et participent à l'évolution de ses goûts. Par exemple en décembre 2013, une étude sous forme de sondage, "conduite par un voyagiste low cost en ligne", indiquait qu'un Français sur cinq prévoyait de partir au ski au cours de l’hiver. De son côté, l’association UFC Que Choisir s'intéresse à leurs activités et la mise en place progressive d'une directive européenne sur le "devoir de vigilance" pose la question de leurs prestataires sur le plan social et environnemental. Le Journal de Saône-et-Loire a ainsi estimé que les droits des consommateurs « sont tout à fait applicables au voyagiste low-cost », mais que le principal problème « avec ce type de sociétés est d’instaurer un dialogue avec le service client ». Les bénévoles de l’association UFC Que Choisir de Saône-et-Loire et les agents de la DDPP avaient notamment été saisis sur ces affaires de voyageurs qui avaient demandé une indemnisation pour avoir été obligés reprendre un billet plein tarif un voyage et n'en avoir été prévenu que tardivement.
Un autre sondage sur les Français et leur rapport au voyage, cette fois commande par Google France et couplé avec une analyse des requêtes dans la catégorie « tourisme » a montré qu'entre janvier et novembre 2022, les tendances de recherche pour les termes contenant les mots-clés « low cost » dans le domaine « tourisme » ont augmenté de 60% en un an contre seulement 10% pour « voyage luxe ». Mais plus généralement, "le développement d'un tourisme low cost", quel que soit son succès commercial, est susceptible d'entrer en contradiction avec l'aspiration générale à "la santé globale" qui se manifeste au XXIème siècle, pour un double accomplissement, à la fois hédonique et relevant de l'eudémonisme, doctrine philosophique posant comme principe que le bonheur est le but de la vie humaine. C'est notamment le cas si les bas prix obtenus le sont via "l'altération des conditions de vie et de travail des employés du secteur" du tourisme, d'autant que cette double dimension,  hédonique et eudémonique, est de plus en plus présente dans les offres marketing groupées.
Si le développement du tourisme durable ou responsable a fait que le critère de prix n'est plus le seul regardé par les candidats au voyage, les responsabilités des voyagistes et des compagnies aériennes sont scrutés, y compris dans leur réalité alors qu'elles affichent des bénéfices élevés[source insuffisante]. Selon les travaux de Pascal Perri,  journaliste, économiste et chef d'entreprise français auteur d'ouvrages sur les questions de transport et de biens collectifs, qui a exploré "les coulisses des compagnies aériennes low cost", ainsi que "des spécialistes des vacances à bas prix", la stratégie à la base des modèles économiques low cost et hard discount, une fois appliqués au domaine du tourisme posent des problèmes complexes. Dans sa thèse de doctorat en géographie-aménagement sur les enjeux économiques d'aménagement de l'espace, soutenue en 2006 à l'université de Perpignan, il a analysé les "injonctions" à un tourisme durable et la façon dont des entreprises du secteur prennent en compte de nouvelles donnes sociétales. Selon lui, "dans un avenir proche", les factures pourraient même faire apparaitre "une nouvelle ligne concernant la taxation due à l’impact écologique".
Plus globalement s'ajoutent les questions d'images de ces sociétés, notamment via le projet de  « réhabiliter le low cost », plusieurs sociétés françaises du secteur des voyages et des vacances, comme la compagnie aérienne Transavia ou encore les hôtels Formule1, ont participé en décembre 2011 à la fondation  d'un club  des entreprises dites « à bas coûts », venues aussi d'autres secteurs de l'économie, dans l'intention de mettre fin à leur « caricature » dans les médias, estimant que le modèle économique du low cost en est devenu victime depuis les « provocations » de Michael O'Leary, PDG de la compagnie aérienne à bas coûts Ryanair. Interrogé par le quotidien Le Monde sur les causes profondes de cette évolution, Didier Rousseau, directeur du cabinet de conseil Weave, a estimé que les marques "low-csts" devaient comme les autres afficher un une image "responsable", notamment le souci de développer « une stratégie sociale et environnementale responsable ».

## Contrats et prestataires
Les contrats passés par un "voyagiste low cost" peuvent l'être aussi bien avec des sociétés de transports terrestres qu'avec des sociétés de transport aériens, dont les coûts plus bas vont contribuer à l'offre globale du voyagiste lorsqu'il souhaite offre des prix "défiant toute concurrence". Ainsi, le voyagiste low cost Iléa Tours, lancé par son actionnaire NG Travel, est "spécialisé sur les îles" et la longue distance pour faire bénéficier ses clients d'une "vague d’opportunités tarifaires" dans le transport aérien , tandis qu'en Franche-Comté un "voyagiste low cost" a passé "une convention de partenariat avec Transarc", une entreprise d'autocars de la Région.